# Ō̈
Ō̈ (minuscule : ō̈), appelé O macron tréma, est une lettre latine utilisée dans la romanisation du svane.
Elle est formée de la lettre O avec un macron suscrit et un tréma.

## Utilisation
Dans la romanisation du svane, ‹ ō̈ › translittère le ‹ ო̄̈ ›.

## Représentations informatiques
Le O macron tréma peut être représenté avec les caractères Unicode suivants : 
- décomposé et normalisé NFC (latin étendu A, diacritiques)[1],[2] :

| formes    | représentations | chaînes de caractères | points de code | descriptions                                              |
| --------- | --------------- | --------------------- | -------------- | --------------------------------------------------------- |
| capitale  | Ō̈               | Ō◌̈                    | U+014C U+0308  | lettre majuscule latine o macron diacritique accent tréma |
| minuscule | ō̈               | ō◌̈                    | U+014D U+0308  | lettre minuscule latine o macron diacritique accent tréma |

- décomposé (latin de base, diacritiques) :

| formes    | représentations | chaînes de caractères | points de code       | descriptions                                                   |
| --------- | --------------- | --------------------- | -------------------- | -------------------------------------------------------------- |
| capitale  | Ō̈               | O◌̄◌̈                   | U+004F U+0304 U+0308 | lettre majuscule latine o diacritique macron diacritique tréma |
| minuscule | ō̈               | o◌̄◌̈                   | U+006F U+0304 U+0308 | lettre minuscule latine o diacritique macron diacritique tréma |